# An der Kirche 4 (Mönchengladbach)

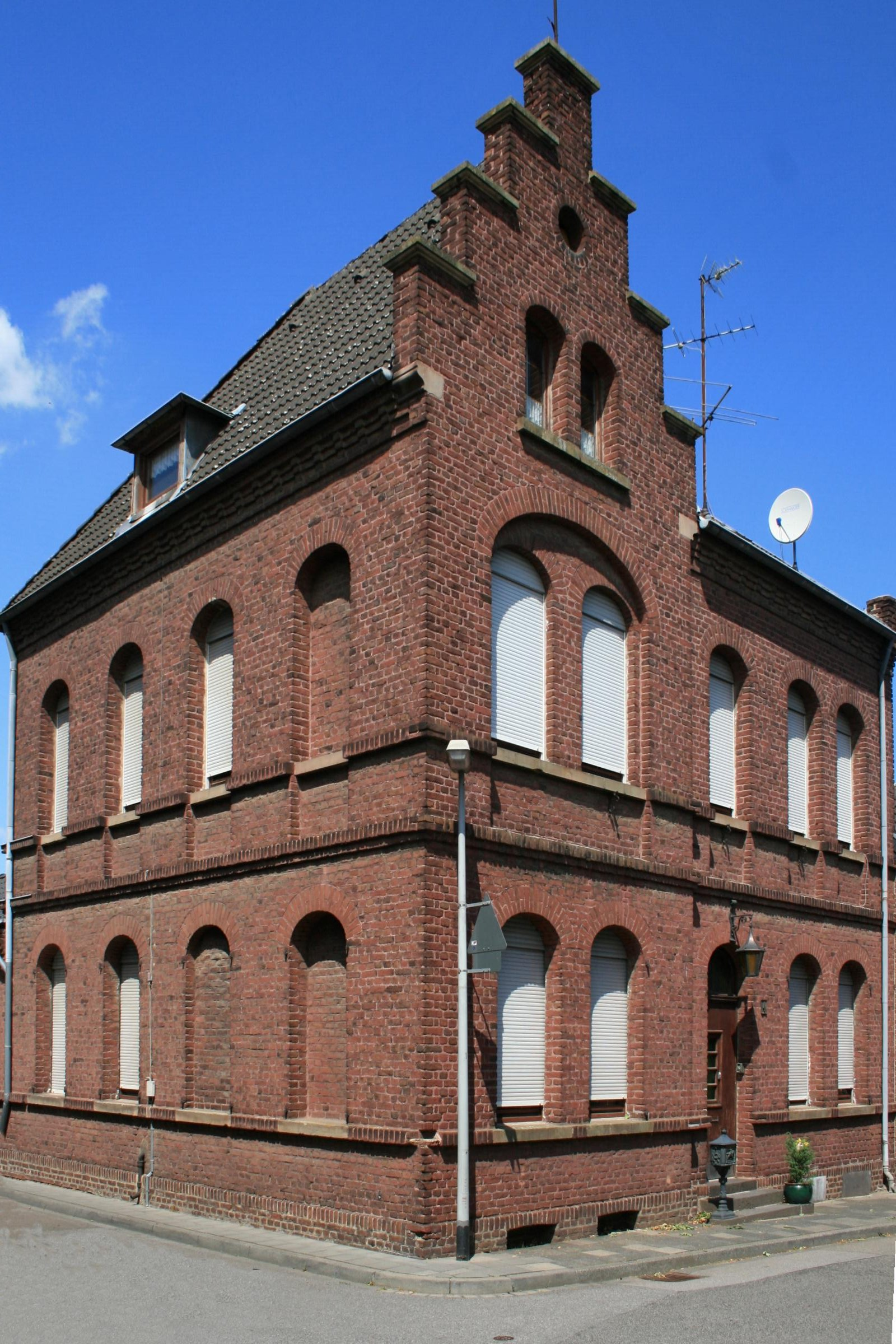
Wohnhaus (2010)

Das Wohnhaus An der Kirche 4 steht im Stadtteil Wanlo in Mönchengladbach (Nordrhein-Westfalen). Es wurde am Ende des 19. Jahrhunderts erbaut. Das Gebäude ist unter Nr. A 035 am 24. Juni 1992 in die Denkmalliste der Stadt Mönchengladbach eingetragen worden.

## Architektur
Traufständiges, zweigeschossiges, fünfachsiges Backsteingebäude unter Satteldach in Wanlo mit Treppengiebel, vierachsiger Traufseite und eingeschossigem Backsteinanbau unter Satteldach an der Kirchenseite. Sehr flach abgesetzter Sockel mit vier querrechteckigen Kellerbelichtungen. Durchlaufendes Backsteingesims in Sohlbankhöhe, Sohlbänke aus Sandstein. Rundbogig überwölbte Fenster und Hauszugang; Geschossgesims. Im Obergeschoss folgt die Gestaltung der des Erdgeschosses mit Ausnahme der beiden linken Achsen, die durch einen breiten Bogen gekoppelt sind. Darüber Treppengiebel mit zwei kleineren Fenstern und Rundfenster. Der Aufbau der Kirche zugewandten Traufseite folgt dem der Hauptschauseite.